# アオアシトキ
アオアシトキ（青足朱鷺、学名:Mesembrinibis cayennensis）は、トキ科に分類される鳥類の一種である。別名ミドリトキ。本種1種でアオアシトキ属を構成する。

## 分布
ホンジュラス、ニカラグア、コスタリカから、パラグアイ、アルゼンチン東北部まで分布する。

## 形態
体長48-58cm。トキ科の中では小型の種である。体全体が光沢をおびた緑黒色で、頸の側面から後ろ側にかけては特に緑色がかって見える。風切羽と尾は光沢のある青黒色。顔と喉は皮膚が裸出していて暗い灰色。嘴と脚は暗い緑色である。
幼鳥は、全体に光沢が薄い。

## 生態
熱帯、亜熱帯の森林内の沼地や湿地に生息する。
昆虫類、両生類などを捕食する。
繁殖形態は卵生。コロニーを形成して繁殖する。樹上に営巣し、1腹2個の卵を産む。雌雄ともに抱卵、育雛する。雛は約34日で巣立ちする。